# Тории Киёсигэ I

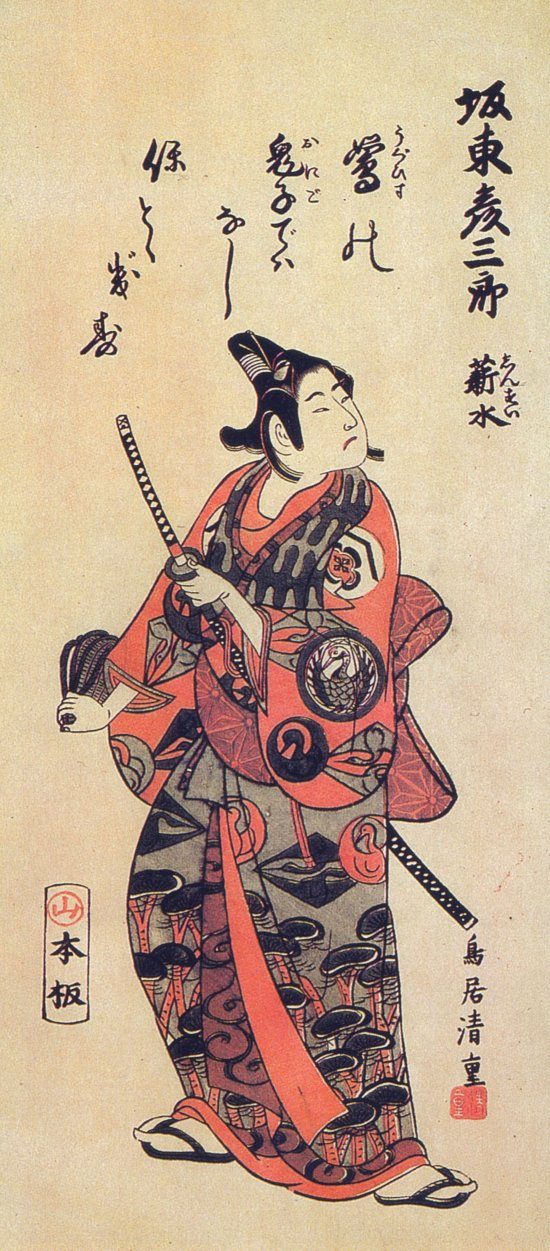
Тории Киёсигэ. Бандо Хикосабуро II. 1758

Тории Киёсигэ I (яп. 鳥居清重, годы творчества 1724—1764) — японский художник, мастер укиё-э из династии Тории.

## Биография и творчество
О жизни Тории Киёсигэ не осталось сведений, кроме того, что он жил и работал в Эдо, поступив в 1724 году в мастерскую Тории Киёнобу и проработав там до середины 1760-х годов.
Тории Киёсигэ в своих работах следовал традиции школы Тории, создавая портреты актёров и красавиц. Также на него сильно повлияло творчество Окумуры Масанобу, вслед за ним Киёсигэ пользовался вертикальным форматом (хасираэ-бан), техникой печати бэнидзури-э, позволявшей добавлять к рисунку тушью зелёный и розовый цвета. Другой техникой печати, в которой работал Киёсигэ, была уруси-э (лаковые картинки): нанесение костного клея на красный и чёрный цвета, придающее эффект лакового покрытия.
В композиции у Киёсигэ чаще всего выступали 1-2 персонажа в свободном пространстве, занимая около трёх четвертей рисунка. Верхняя часть отдавалась под поэтическую надпись.
Тории Киёсигэ I также был известен как иллюстратор детских книг и комических романов (коккэйбон).

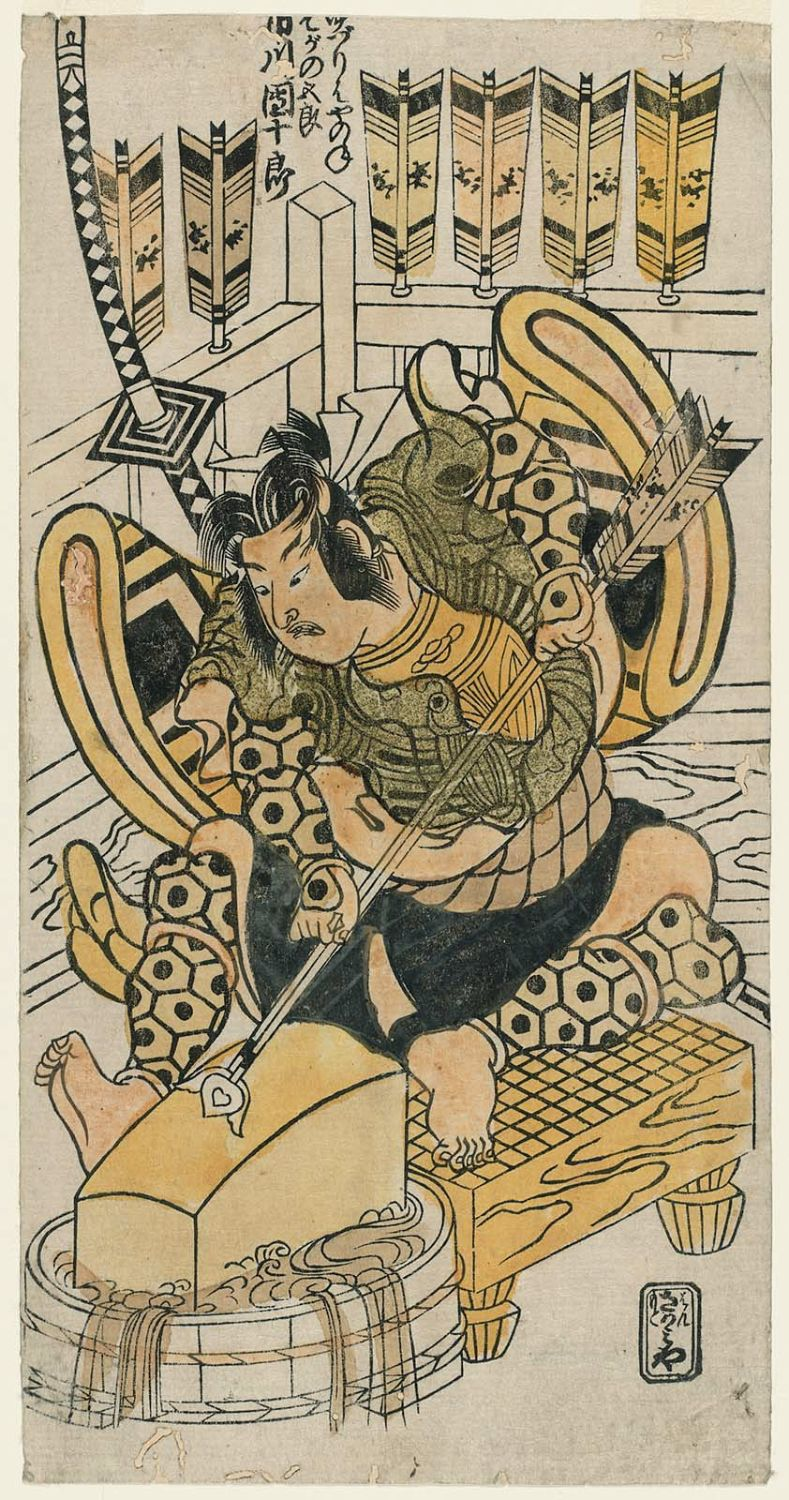
Актёр Исикава Дандзюро в роли Янонэ Сога-но Горо. 1729
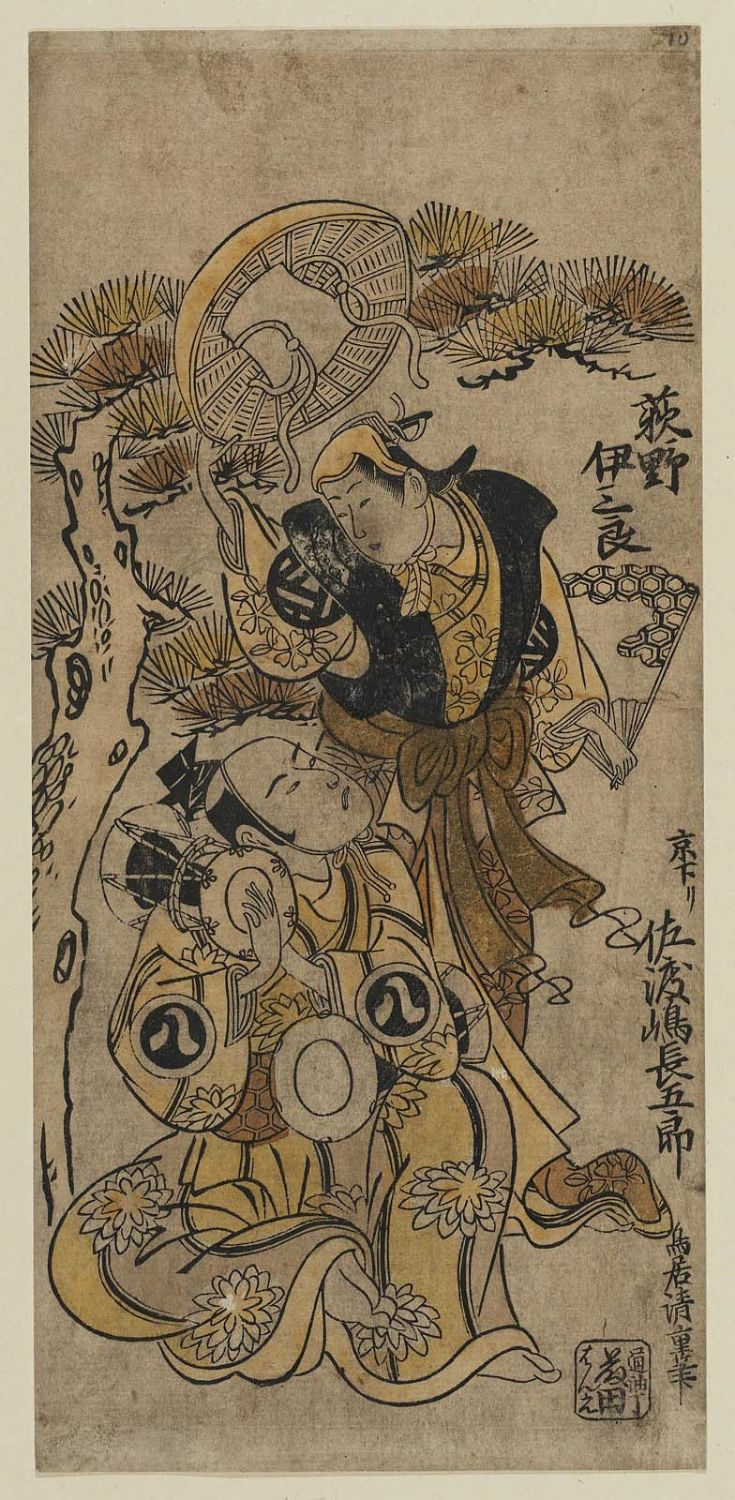
Актёры Огино Идзабуро из Киото и Садосима Тёгоро. 1731
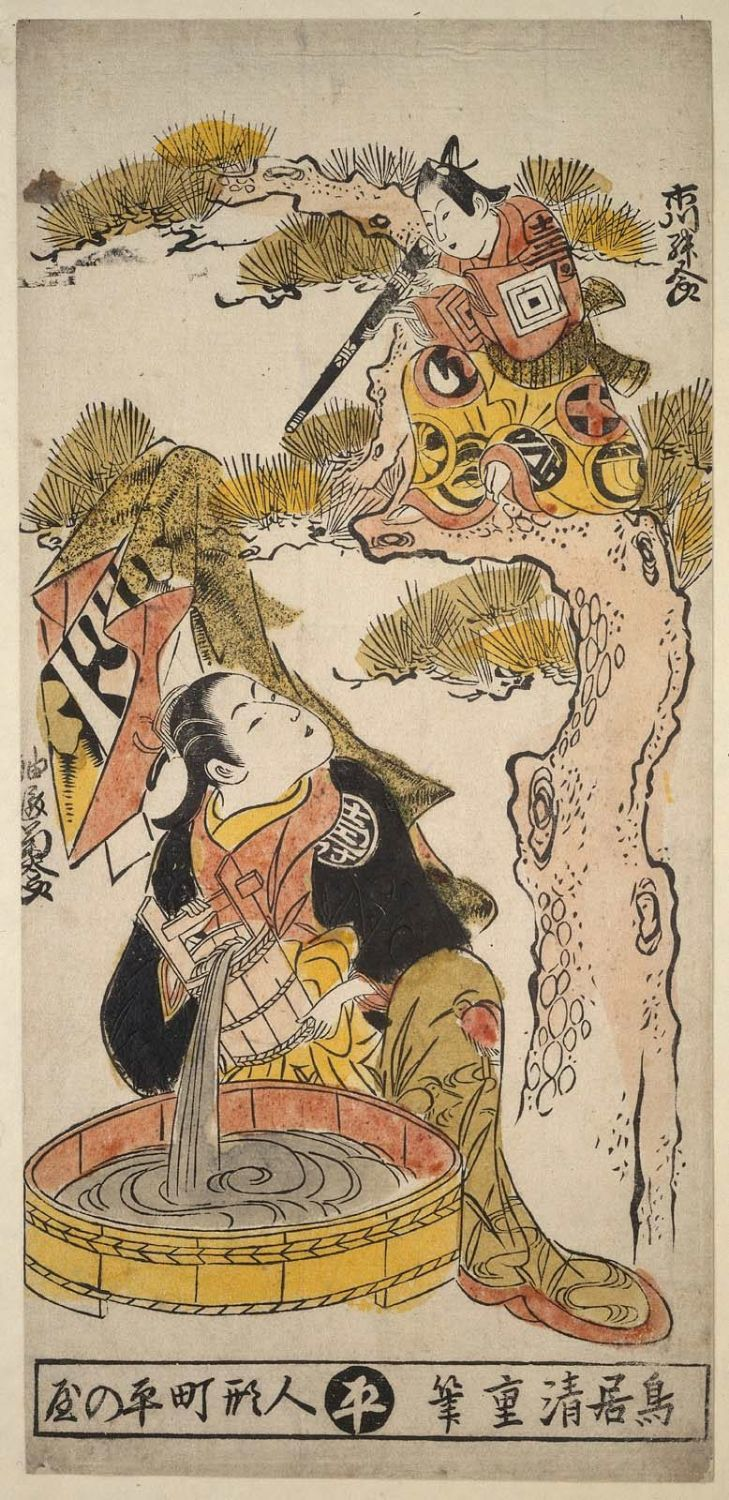
Актёры Итикава Масугоро в роли Ёносукэ и Содэсаки Кикутаро в роли моющейся женщины. 1731
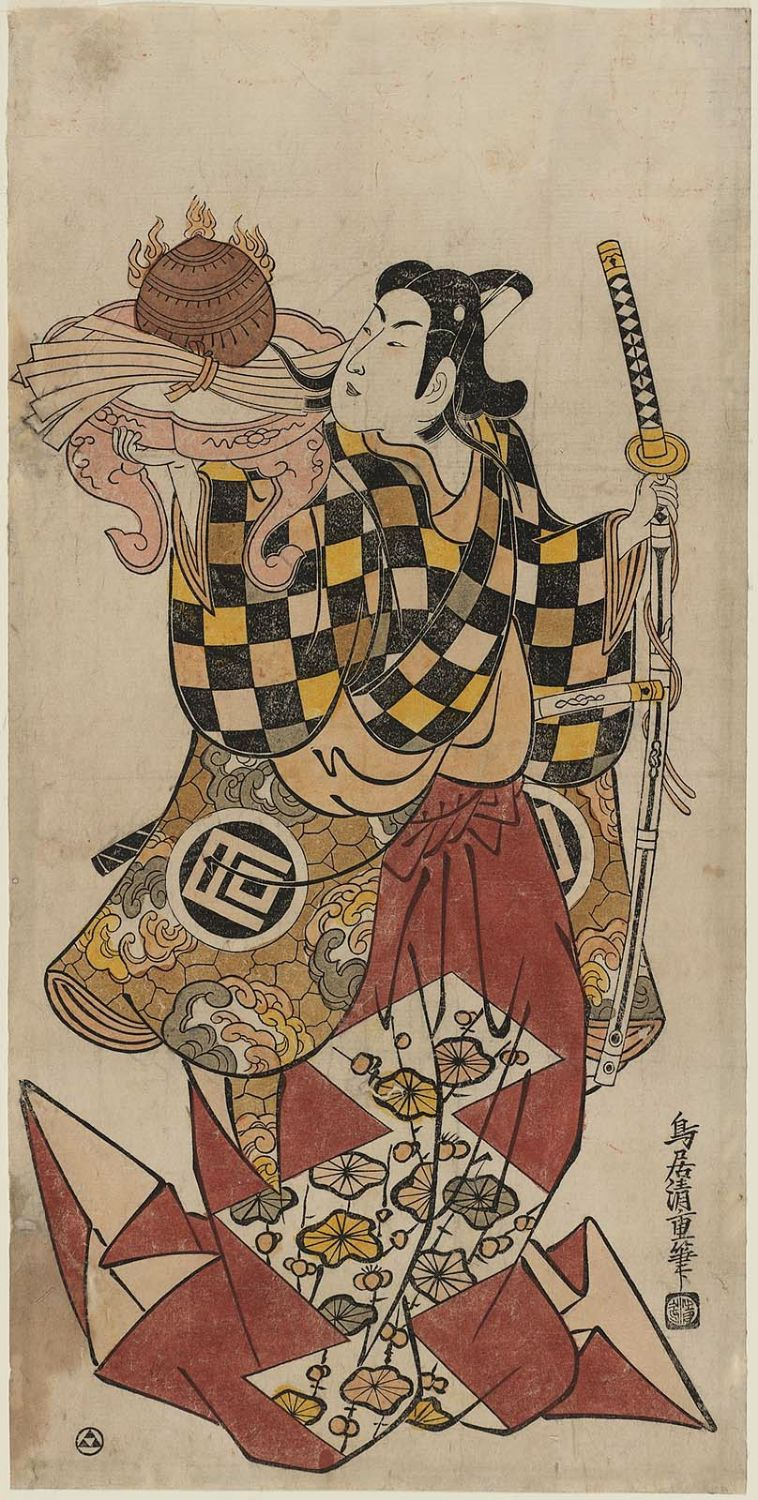
Актёр Саногава Итимацу I. 1742
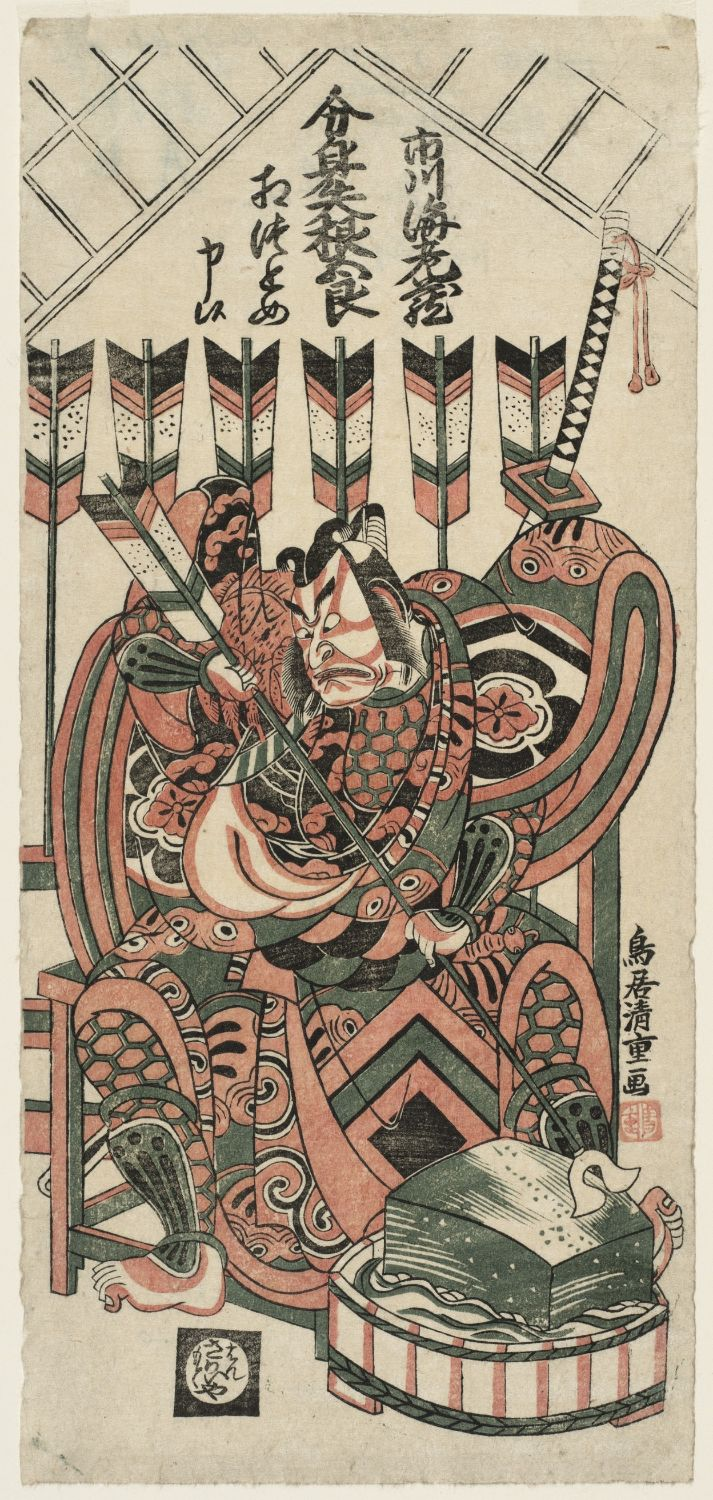
Актёр Итикава Эбидзо в роли Бунсина Янонэ Горо. 1754
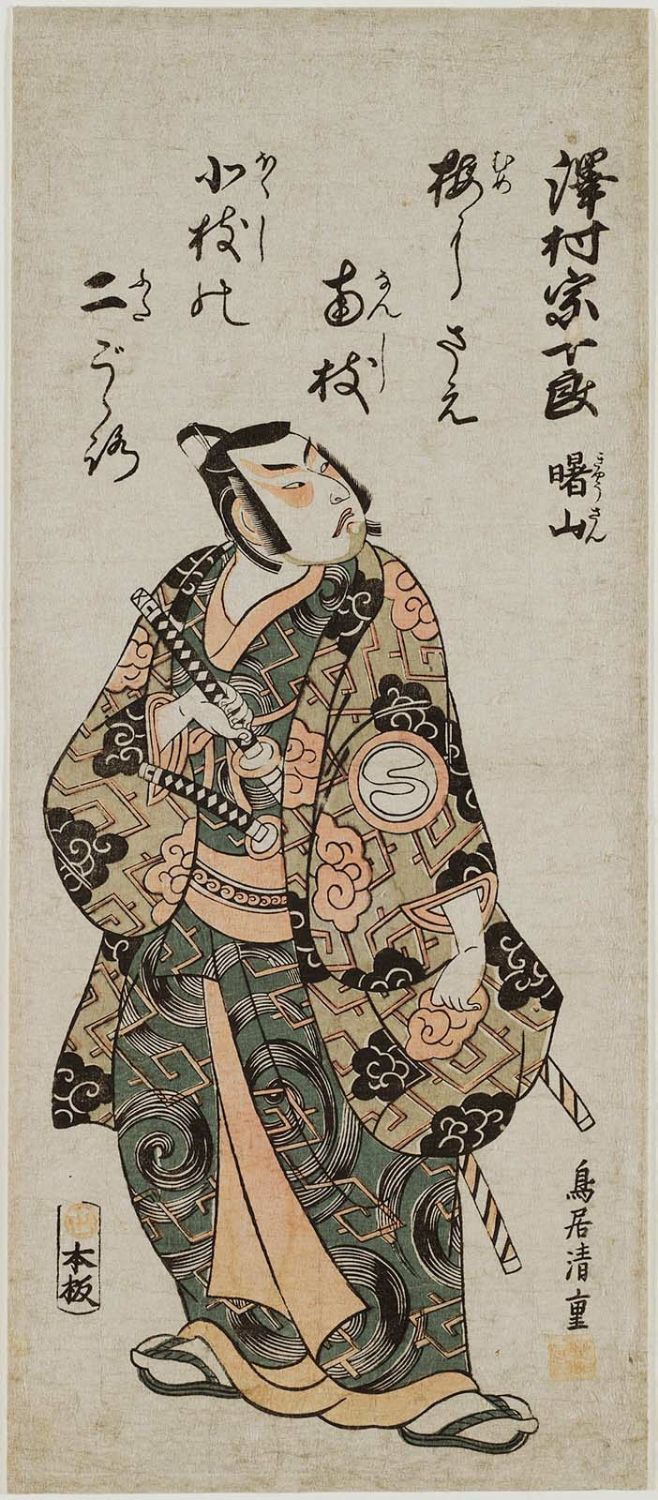
Актёр Савамура Содзюро (Кёсан) в роли Фувы Бандзаэмона. 1757
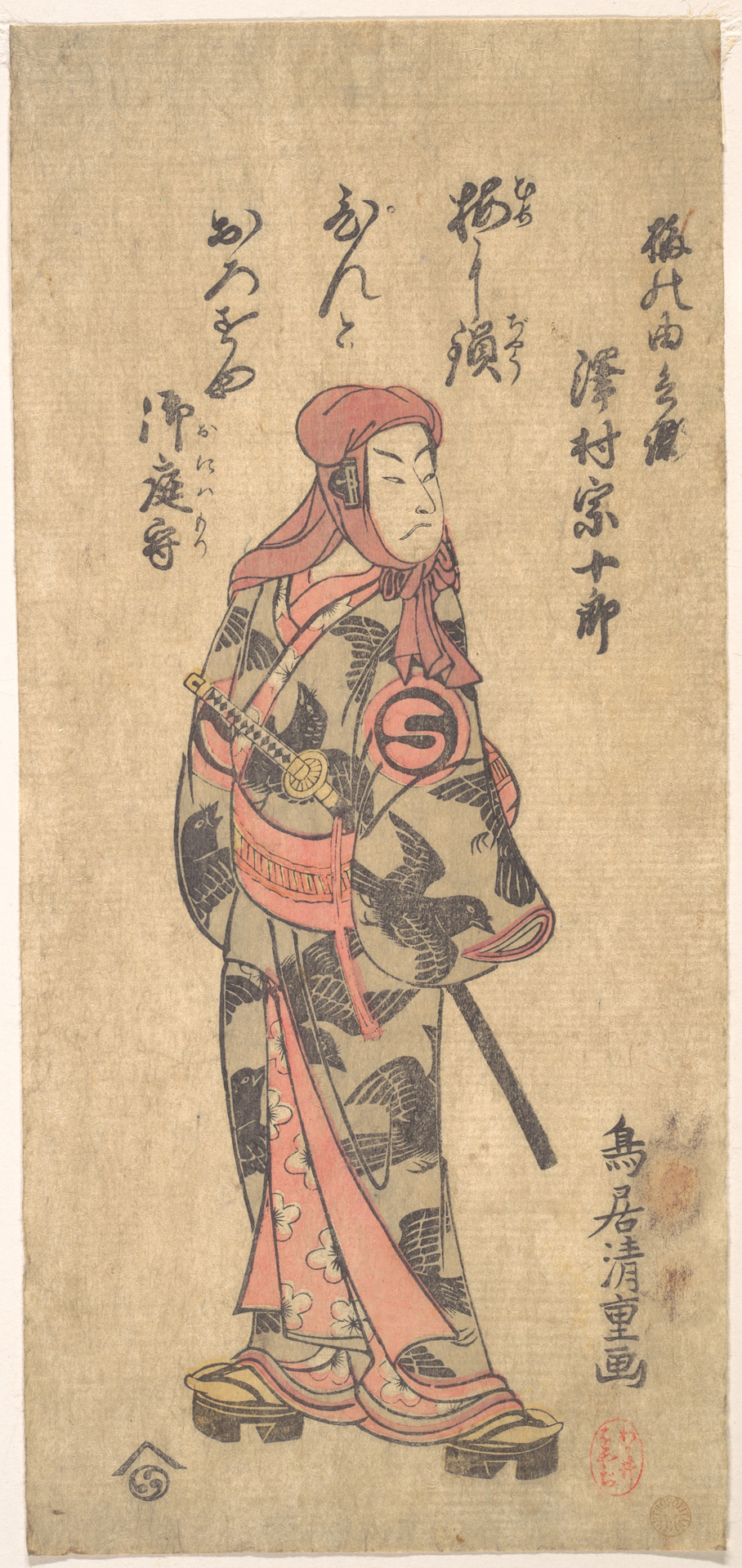
Актёр Савамура Содзюро II в роли Умэ-но Ёсибэя. 1763